# Nya högern (Nederländerna)

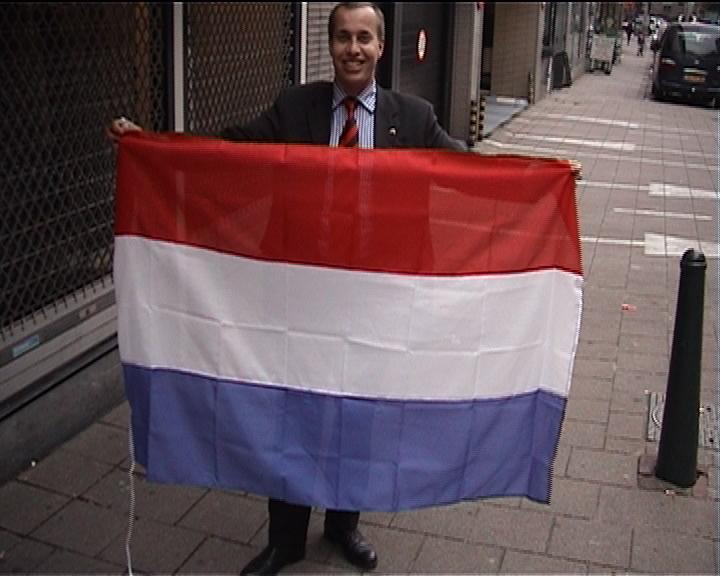
Michiel Smit (2003)

Nya högern (nederländska: Nieuw Rechts) var ett högernationalistiskt och invandrarkritiskt politiskt parti. Partiet hade en plats i kommunfullmäktige i staden Ridderkerk i Nederländerna.
Det bildades av Michiel Smit sedan denne, i februari 2003, uteslutits ur det lokala partiet Beboeligt Rotterdam.
Partiet avvecklades i december 2007.